# Sobreajuste

El emplear la línea verde como clasificador se adapta mejor a los datos con los que hemos entrenado al clasificador, pero está demasiado adaptada a ellos, de forma que ante nuevos datos probablemente arrojará más errores que la clasificación usando la línea negra.

Sobreajuste/Sobreentrenamiento en aprendizaje supervisado (p. ej. una red neuronal). El error de entrenamiento se muestra en azul, mientras que el error de validación se muestra en rojo. Si el error de validación se incrementa mientras que el de entrenamiento decrece puede que se esté produciendo una situación de sobreajuste.

En aprendizaje automático, el sobreajuste (también es frecuente emplear el término en inglés overfitting) es el efecto de sobreentrenar un algoritmo de aprendizaje con unos ciertos datos para los que se conoce el resultado deseado. El algoritmo de aprendizaje debe alcanzar un estado en el que será capaz de predecir el resultado en otros casos a partir de lo aprendido con los datos de entrenamiento, generalizando para poder resolver situaciones distintas a las acaecidas durante el entrenamiento. Sin embargo, cuando un sistema se entrena demasiado (se sobreentrena) o se entrena con datos extraños, el algoritmo de aprendizaje puede quedar ajustado a unas características muy específicas de los datos de entrenamiento que no tienen relación causal con la función objetivo. Durante la fase de sobreajuste el éxito al responder las muestras de entrenamiento sigue incrementándose mientras que su actuación con muestras nuevas va empeorando.
En otras palabras, el modelo recuerda una gran cantidad de ejemplos en lugar de aprender a notar características.
- Datos: Q331309
- Multimedia: Overfitting / Q331309